# 疏花无叶莲
疏花无叶莲（学名：Petrosavia sakuraii）又名樱井草，为无叶莲科无叶莲属下的一个种。分布于印度尼西亚、日本、缅甸、越南、台湾，以及中国大陆的广西、四川、西藏和云南。